# Saint-Hubert, Moselle
Saint-Hubert är en kommun i departementet Moselle i regionen Grand Est (tidigare regionen Lorraine) i nordöstra Frankrike. Kommunen ligger i kantonen Vigy som tillhör arrondissementet Metz-Campagne. År 2022 hade Saint-Hubert 231 invånare.

## Befolkningsutveckling
Antalet invånare i kommunen Saint-Hubert
| Referens: INSEE |